# Oxyopes versicolor
Oxyopes versicolor är en spindelart som beskrevs av Tamerlan Thorell 1887. Oxyopes versicolor ingår i släktet Oxyopes och familjen lospindlar.
Artens utbredningsområde är Myanmar. Inga underarter finns listade i Catalogue of Life.